# Ignazio Masotti
Ignazio Masotti (ur. 16 stycznia 1817 w Forli, zm. 31 października lub 1 listopada 1888 w Rzymie), włoski duchowny katolicki, kardynał.

## Życiorys
Po przyjęciu święceń kapłańskich pracował w Kurii Rzymskiej, był m.in. sekretarzem Kongregacji Rozkrzewiania Wiary (od 1879), sekretarzem Kongregacji Biskupów i Zakonów (od 1882), proprefektem (p.o. prefekta) i prefektem Kongregacji Biskupów i Zakonów oraz Kongregacji Dyscypliny Zakonnej. Papież Leon XIII wyniósł go do godności kardynalskiej, nadając w listopadzie 1884 tytuł kardynała diakona San Cesareo in Palatio.
Został pochowany na cmentarzu Campo Verano w Rzymie.

## Źródła
- sylwetka w słowniku biograficznym kardynałów Salvadora Mirandy